# Speyeria chemo
Speyeria chemo är en fjärilsart som beskrevs av Samuel Hubbard Scudder 1889. Speyeria chemo ingår i släktet Speyeria och familjen praktfjärilar. Inga underarter finns listade i Catalogue of Life.